# CP-Baureihe 2500
Die Lokomotiven der Série 2500 waren die ersten 15 Elektrolokomotiven, die für die Portugiesische Staatsbahn (CP) gebaut wurden. Sie wurden 1956 in Dienst gestellt, für die neu elektrifizierte 25-kV-Strecke nördlich von Lissabon. Sie hatten eine Höchstgeschwindigkeit von 120 km/h. 2009 wurden sie ausgemustert; alle bis auf eine wurden verschrottet.